# Barbara Häggdahl
Anna Barbara Marie Häggdahl, född 21 september 1951 i Borås, är en svensk konstnär. 
Häggdahl studerade vid Valands konsthögskola 1975–1981. Hon har hållit separat- och samlingsutställningar i bland annat Stockholm, Göteborg, Linköping, Halmstad, Malmö, Jönköping, Alingsås och Borås. Hon är representerad hos Statens konstråd samt kommuner och landsting. Hon har bland annat utfört en muralmålning på Bergsgatan i Göteborg (1987).